# Arturo Elizalde Rouvier
|  | «Arturo Elizalde» redirigeix aquí. Vegeu-ne altres significats a «Arturo Elizalde Bertrand». |

Arturo Elizalde Rouvier   (Matanzas, 1871 - París, 4 de desembre de 1925) fou un enginyer d'origen cubà resident a Catalunya. El seu nom va íntimament lligat amb la història de l'automobilisme a Catalunya, ja que l'empresa que fundà a Barcelona el 1910, Elizalde, fabricà durant anys automòbils de luxe i esportius de renom internacional.

## Resum biogràfic
El seu pare, Salvador Elizalde Giraud (d'ascendència francesa), era enginyer d'arts i oficis i propietari de les màquines de sucre Elizalde i Saratoga, i també de la plantació de cafè La Dionisia, a la província cubana de Matanzas. El 1837 va traçar el recorregut del primer ferrocarril a Cuba.

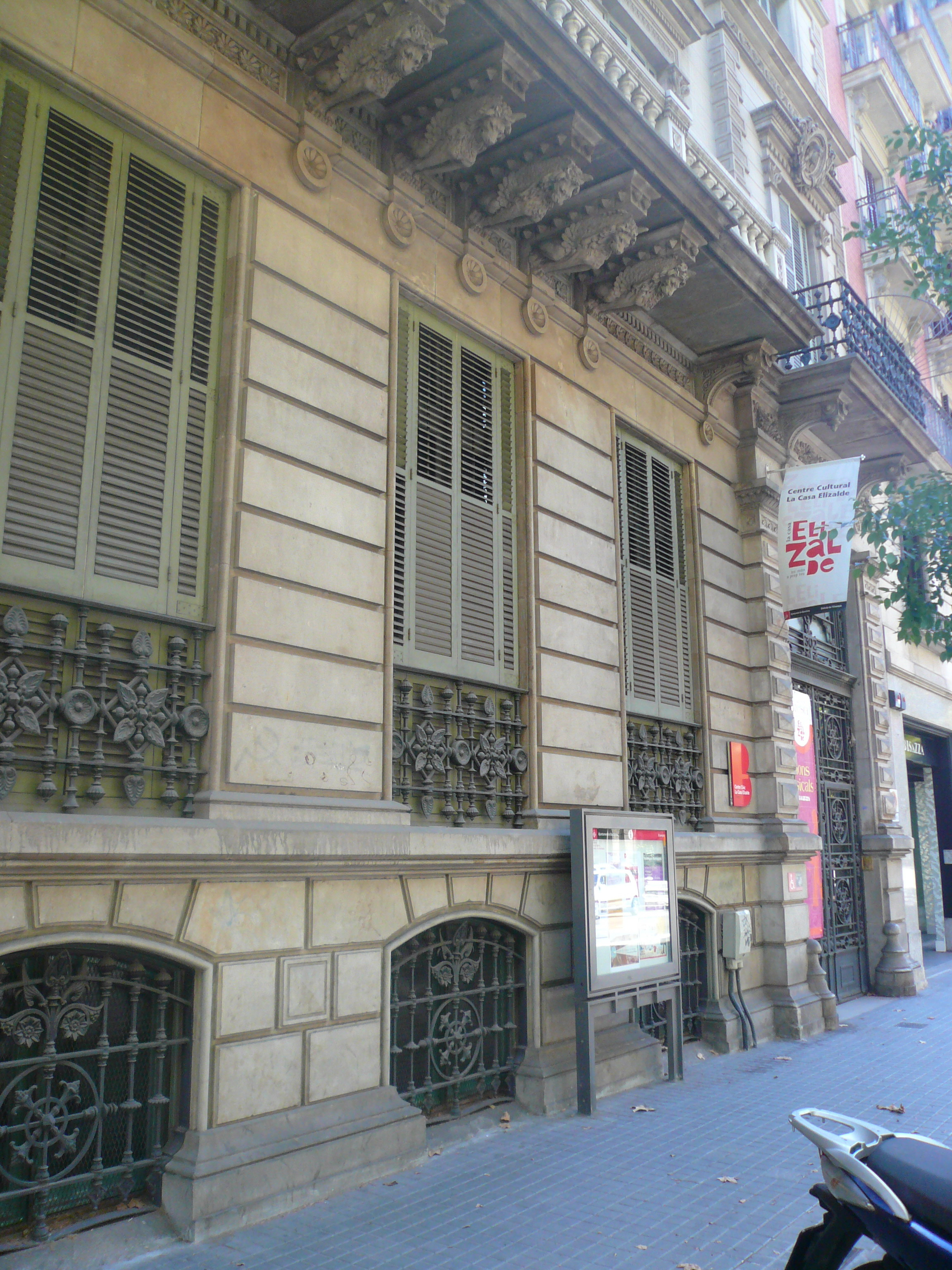
Façana de la Casa Elizalde al carrer València de Barcelona

Cap a 1890, la família Elizalde va traslladar la seva residència a Europa, primer a París i després a Barcelona. Allà, Arturo Elizalde va cursar els estudis d'enginyeria i va col·laborar en l'empresa de construcció d'automòbils Delahaye, de la qual va obtenir la seva representació a Barcelona. Amb el temps, Arturo heretà un important casal en morir un seu oncle, situat en ple Eixample de Barcelona (l'actual Casa Elizalde, al número 302 del carrer València) i de seguida va començar la fabricació de peces per a l'automòbil. El 1894, va contreure núpcies amb Carme Biada i Navarro, besneta de Miquel Biada i Bunyol, constructor del primer recorregut de tren de la península Ibèrica (1848), la línia que uneix Barcelona amb Mataró.
El 8 de gener de 1908, Arturo Elizalde, el seu cunyat Rafael Biada i Navarro, i Josep Maria Vallet i Arnau van fundar la Sociedad Mercantil J.M. Vallet y Cía, amb l'aportació a parts iguals d'un capital social de 150.000 pessetes, mentre que Josep Maria Vallet hi aportava també un taller de reparacions, amb maquinària i personal especialitzat, localitzat al Passeig de Sant Joan, núm. 149, de Barcelona. Arturo Elizalde i Rafael Biada exercien de gerents.
El 18 de juny de 1910, després de diverses compres a J.M. Vallet, es va fundar l'empresa Biada Elizalde y Cía., dedicada a la reparació de cotxes en general inclosos els Delahaye, a més a més de la fabricació d'automòbils propis. Per bé que Arturo Elizalde era l'impulsor del projecte, estava ajudat pels seus fills Salvador, al Departament Tècnic i Arturo Luis al Departament de proves. S'hi ha d'afegir a Baltasar Bartra, amb una permanència de més de 50 anys en el Departament Comercial.
Arturo Elizalde es va morir d'una grip el 4 de desembre de 1925 a París, on havia viatjat per a signar una llicència de construcció dels motors Lorraine, que més tard equiparien els Breguet 19 de les forces aèries espanyoles. Un cop mort, la seva vídua Carme Biada va endegar la fabricació de motors d'aviació, projecte en el qual estava treballant Arturo quan el sorprengué la mort.
Els seus nets, els germans Arturo, José Antonio i Juan Elizalde, així com el cosí d'aquests, Joan Bertrand i Elizalde, varen esdevenir famosos pilots de motociclisme a Catalunya durant les dècades de 1950 i 1960. Juan Tei Elizalde fou un dels integrants de l'Operació Impala, travessant l'Àfrica en una expedició amb tres Montesa Impala el 1962.

## Patents obtingudes per Arturo Elizalde

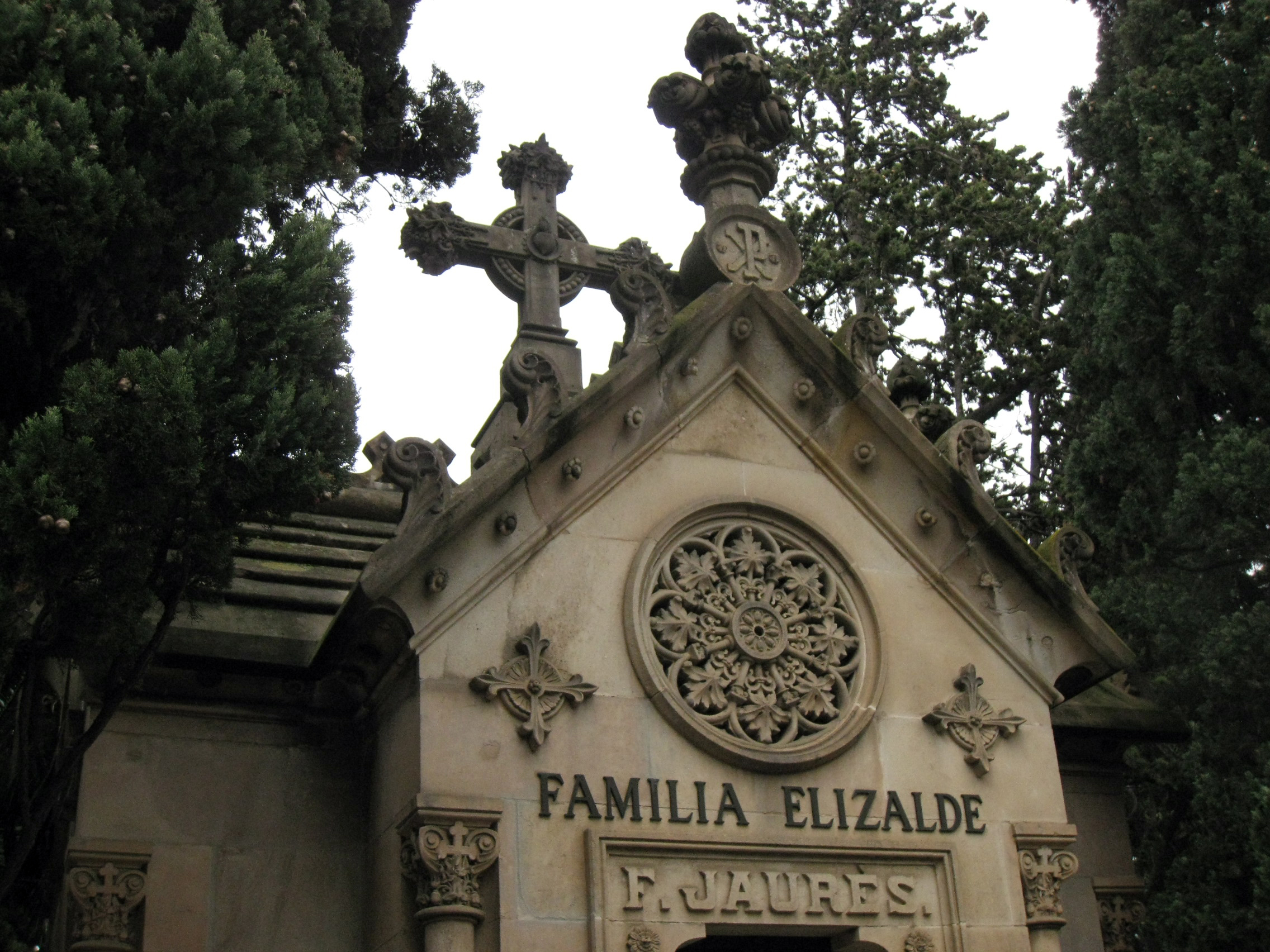
Panteó de la família Elizalde al Cementiri de Montjuïc

## Patents obtingudes per Arturo Elizalde[5]
| Patent | Títol                                                                                            | Data Sol·licitud |
| ------ | ------------------------------------------------------------------------------------------------ | ---------------- |
| 64654  | Un procediment per la construcció de radiadors tubulars amb aletes                               | 12/07/1916       |
| 66329  | Una disposició de suspensió elàstica pels vehicles automòbils                                    | 6/02/1918        |
| 66365  | Un aparell carburador per a motors d'explosió                                                    | 6/02/1918        |
| 66517  | Un sistema de refrigeració per a motors aplicats a aparells de transport aeri                    | 27/02/1918       |
| 66518  | Una cadena articulada per la transmissió de moviment                                             | 27/02/1918       |
| 67142  | Un dispositiu d'aletes refrigerants per a cilindres de motors d'explosió                         | 27/05/1918       |
| 67143  | Un sistema d'adaptació de peces d'alumini o d'aliatges d'alumini amb altres de diferents metalls | 27/05/1918       |
| 67216  | Un sistema de suspensió de seguretat per a cotxes automòbils                                     | 3/06/1918        |
| 67320  | Una roda metàl·lica per a cotxes automòbils                                                      | 20/06/1918       |
| 67570  | Un dispositiu d'aspiració pels ventiladors dels radiadors dels automòbils                        | 29/07/1918       |

1. ↑  De totes elles la més important és la núm. 67143, ja que d'ella deriven les actuals culates d'alumini.